# Eigerøy fyr
Eigerøy fyr er et fyr i Eigersund kommune i Rogaland fylke i Norge. Det blev oprettet i 1854, og var i sin tid var det en nyskabelse indenfor fyrvæsenet, idet det var landets første tårn bygget i støbejern, som blev lavet i flere moduler på Bærums Verk, for så at blive fragtet til Eigerøy. Materialerne til lygtehuset blev støbt på Næs Jernverk.
Foruden selve fyret blev der bygget fyrforvalterbolig, udhus, naust og kaj. Op til 75 mand var involveret i arbejdet. Der var 134 trappetrin til toppen af tårnet. Fyrlygten er 46,5 meter over vandkanten, mens fyret i sig selv er 32,9 meter højt målt fra bakken. Men det er ikke bare i konstruktion og størrelse at fyret er specielt. Også i lysstyrke udmærker det sig. Med sin 1. ordens lygte, er blinkene fra Eigerøy fyr nogle af de stærkeste i Europa.
Eigerøy fyr blev affolket og automatiseret i 1989. Siden den gang har en lokal fisker stået for tilsynet af stationen, mens Eigersund kommune har udlejet nogle af bygningerne på stedet. Kommunens mål er at gøre Eigerøy fyr om til et slags kystkulturcenter. Eigersund kommune har i samarbejde med 22 grundejere bygget en 2 kilometer lang vej ud mod fyrbygningen. En parkeringsplads er anlagt med toiletfasciliteter.

## Kulturminde
Området omkring fyrstationen med alle bygninger blev fredet fra 1998 efter kulturminneloven.

## Dyreliv
Dalane lokalafdeling af Norsk Ornitologisk Forening har en fuglestation på området. Her er også gode forhold for sportsdykning med tangskov ned til 30 meters dybde.

## Eksterne kilder og henvisninger
- Wikimedia Commons har flere filer relateret til Eigerøy fyr
- Eigerøy fyr på Riksantikvarens hjemmeside kulturminnesok.no
- Om Eigerøy fyr Arkiveret 24. maj 2013 hos  Wayback Machine på Norsk Fyrhistorisk Forenings websted